# U 578
U 578 war ein deutsches Unterseeboot des Typs VII C von Blohm & Voss, Hamburg, welches in der Atlantikschlacht zum Einsatz kam.

## Das Boot

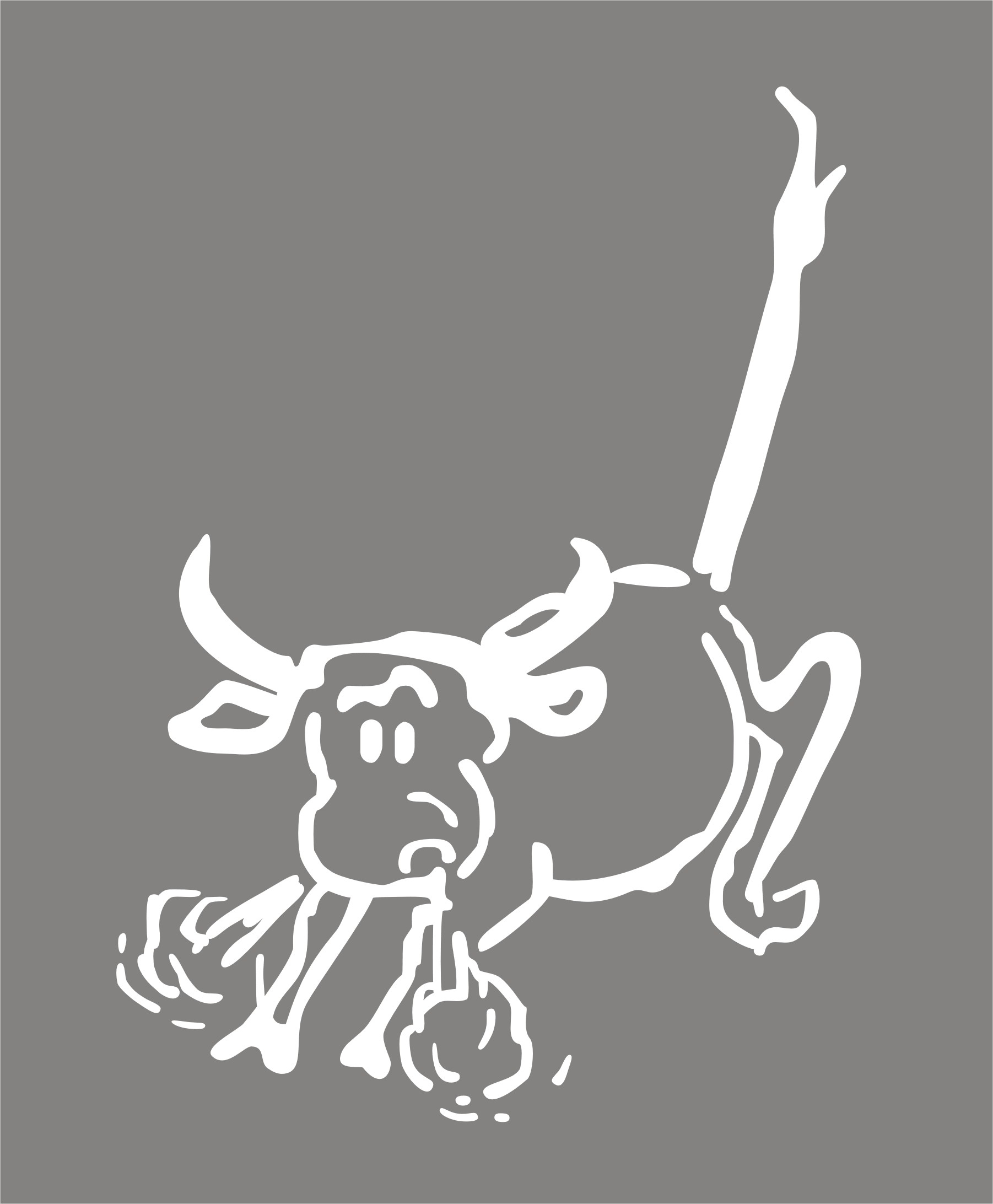
Der Stier von Scapa Flow, das Flottillenemblem von U 578

U 578 wurde am 8. Januar 1940 bei Blohm & Voss in Hamburg in Auftrag gegeben, und am 1. August wurde das Boot mit der Baunummer 078 beim gleichnummrigen Werk auf Kiel gelegt. Der Stapellauf erfolgte am 15. Mai 1941 und die Indienststellung unter KK Ernst-August Rehwinkel erfolgte am 10. Juli 1941. Nach der Indienststellung wurde das Boot der in Kiel stationierten 5. U-Flottille, und später der 7. U-Flottille in St. Nazaire als Ausbildungs- und später der letzteren als Frontboot unterstellt. Neben dem Stier von Scapa Flow als Flottillenzeichen führte U 578 auch ein eigenes Emblem am Turm: ein U-Boot, welches ein Schlachtschiff hinter sich her zog, mit dem Text Swyatoi-Noss 1941 auf einem weißen Schild.

## Unternehmungen

### 1. Feindfahrt
Das Boot verließ am 19. November 1941 den Hafen von Kirkenes in Nordnorwegen zur ersten Feindfahrt. Die Operationsgebiet des Bootes waren das Nordmeer sowie der Eingang des Weißen Meeres. Auf dieser achttägigen Unternehmung konnten keine Versenkungen erzielt werden. Die Fahrt musste frühzeitig abgebrochen werden, da das Boot durch einen sowjetischen Bewacher gerammt und schwer beschädigt wurde. Es konnte nicht in Bergen zur Reparatur eindocken und musste zurück nach Kiel laufen.

### 2. Feindfahrt
Nachdem die Schäden der ersten Feindfahrt in Kiel behoben wurden, stach U 578 am 15. Februar 1942 erneut in See, um zu ihrem neuen Heimathafen in St. Nazaire, Frankreich zu verlegen, wo es nach 13 Tagen auf See eintraf. Das Operationsgebiet war der Nordatlantik. Es operierte im Wolfsrudel Robbe, ohne jegliche Versenkung erzielt zu haben. Dies sollte die letzte erfolglose Unternehmung des Bootes sein.

### 3. Feindfahrt
Am 3. März verließ das Boot St. Nazaire mit dem Ziel Westatlantik und der Ostküste der USA als Operationsgebiet. Es konnte auf der 49-tägiger Fahrt zwei Schiffe mit zusammen 10.540 BRT, den US-amerikanischen Dampftanker R.P. Resor mit 7451 BRT und das norwegische Dampfschiff Ingerto mit 3089 BRT, und einen Zerstörer, der US-amerikanischen Wickes-Klasse (Jacob Jones) mit 1090 t versenken, bevor es am 25. März in St. Nazaire einlief. Der ursprüngliche I WO, Oberleutnant zur See und später Kapitänleutnant Raimund Tiesler stieg nach dieser Unternehmung aus und wurde von Oberleutnant Emil Claussen, dem ehemaligen WO von U 576 abgelöst.

### 4. Feindfahrt
U 578 verließ am 7. Mai 1942 St. Nazaire für ihre 4. Feindfahrt, auf welcher erneut vor der Ostküste der USA patrouilliert wurde. Es operierte mit den Wolfsrudeln Hecht und Pfadfinder und konnte zwei Schiffe mit zusammen 13.095 BRT, den niederländischen Motorfrachter Polyphemus mit 6.269 BRT und das norwegische Motorfrachtschiff Berganger mit 6.826 BRT, versenken, bevor es am 3. Juli zur Basis zurückkehrte. Der I WO OL Claussen verließ das Boot nach dem Ende der Feindfahrt.

### 5. Feindfahrt
FK Rehwinkel und U 578 liefen am 6. August zum letzten Mal zur Feindfahrt aus, von welcher das Boot nicht zurückkehrte. Seit dem Auslaufen gingen keine Meldungen des Bootes mehr ein und trotz mehrfacher Aufforderung, die Position anzugeben, antwortete es nicht mehr.

## Verbleib
Seit dem 6. August 1942 gelten das U-Boot und seine 46 Mann Besatzung als vermisst. Es wurde mehrfach aufgefordert, sich zu melden und seine Position durchzugeben, doch es kam kein Kontakt mehr zustande. Dass das Boot am 10. August nördlich von Kap Ortegal, Spanien, durch Wasserbomben eines tschechischen Flugzeuges versenkt wurde, entspricht nicht mehr den heutigen Kenntnisstand.